# Norman Ajari
Norman Ajari, né en 1987, est un philosophe franco-américain, universitaire et auteur, spécialisé dans les études décoloniales et les études noires francophones (Black Francophone Studies).

## Biographie
Norman Ajari naît en 1987 dans le Missouri. Il fait sa thèse à l'université de Toulouse sur Frantz Fanon. Spécialisé dans l'histoire de la pensée noire francophone et anglophone, la philosophie sociale et politique, et la théorie critique de la race, Norman Ajari a enseigné à l’Université Villanova (Philadelphie) ainsi qu’à l’Université Toulouse Jean-Jaurès, avant de devenir maître de conférences à l'Université d'Edimbourg. Il est également membre du conseil d'administration de la Fondation Frantz Fanon.

## Publications
- La Dignité ou la mort : éthique et politique de la race, La Découverte, 2019.
- Noirceur : race, genre, classe et pessimisme dans la pensée africaine-américaine au XXIe siècle, Divergences, 2022.
- Où commence le racisme ? Désaccords et arguments (co-écrit avec Marylin Maeso), Philosophie magazine Éditeur, 2023.
- Le Manifeste afro-décolonial : le rêve oublié de la politique radicale noire, Seuil, 2024.
- Violences identitaires (avec Laurent Dubreuil), Mialet-Barrault Éditeurs, 2024.